# غارث غرينويل
غارث غرينويل (بالإنجليزية: Garth Greenwell)‏ (1978، لويفيل في الولايات المتحدة)؛ شاعر وروائي أمريكي.